# Vittorio Amedeo Ranuzzi de’ Bianchi

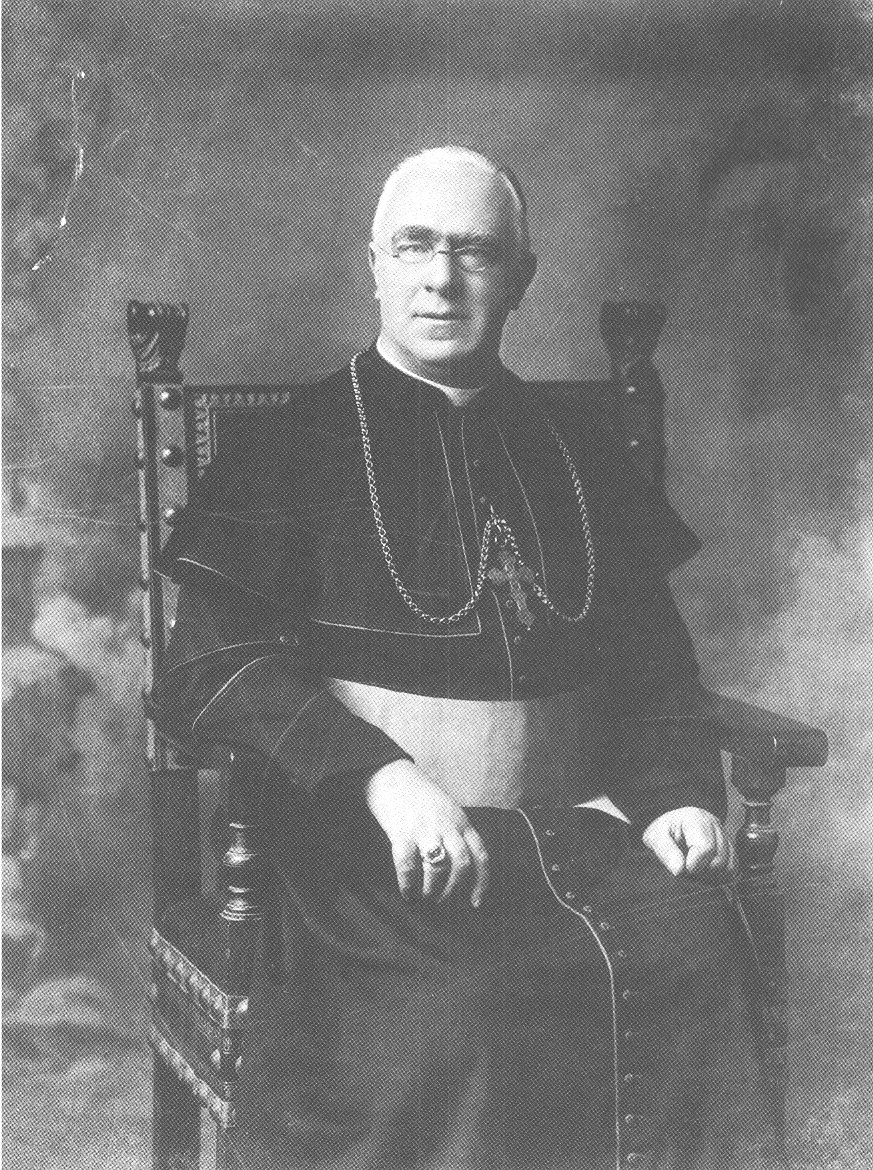
Erzbischof Vittorio Amedeo Ranuzzi (vor 1916)

Vittorio Amedeo Kardinal Ranuzzi de’ Bianchi (* 14. Juli 1857 in Bologna, Italien; † 16. Februar 1927 in Rom) war Bischof von Recanati-Loreto und später Kurienkardinal der römisch-katholischen Kirche.

## Leben
Vittorio Amedeo Ranuzzi de’ Bianchi studierte an der Universität Bologna die Fächer Katholische Theologie, Philosophie und Rechtswissenschaften. Er promovierte sowohl in Katholischer Theologie als auch Zivilrecht und in Kanonischem Recht. Er empfing am 14. Mai 1880 das Sakrament der Priesterweihe und arbeitete anschließend als Seelsorger, Dozent und Spiritual in Bologna. 1899 ernannte ihn Papst Leo XIII. zum Berater der Apostolischen Nuntiatur in Frankreich und verlieh ihm den Titel eines Päpstlichen Hausprälaten. Mit einer seiner letzten Amtshandlungen vor seinem Tode ernannte ihn Papst Leo XIII. am 22. Juni 1903 zum Bischof von Recanati-Loreto. Die Bischofsweihe empfing Vittorio Amedeo Ranuzzi de’ Bianchi durch Kardinalvikar Pietro Respighi, Mitkonsekratoren waren Giuseppe Constantini und Rafael Merry del Val.
Papst Pius X. ernannte ihn 1911 zum Titularerzbischof von Tyrus und zum Leiter der Päpstlichen Kämmerei. Papst Benedikt XV. ernannte ihn kurz nach seiner Wahl auf den Stuhl Petri zum Päpstlichen Majordomus. Am 4. Dezember 1916 nahm er Vittorio Amedeo Ranuzzi de’ Bianchi als Kardinalpriester mit der Titelkirche Santa Prisca in das Kardinalskollegium auf. Vittorio Amedeo Kardinal Ranuzzi de’ Bianchi nahm am Konklave des Jahres 1922 teil.
Er starb am 16. Februar 1927 in Rom und wurde in der Gruft seiner Familie in Bologna beigesetzt.